# أوسامو نيشيمورا
أوسامو نيشيمورا (باليابانية: 西村 修) هو مصارع محترف وسياسي ياباني، ولد في 23 سبتمبر 1971 في بونكيو في اليابان.

## روابط خارجية
- أوسامو نيشيمورا على موقع CageMatch worker (الإنجليزية)